# آيرون فيست
آيرون فيست هو شخصية خيالية في مارفل كومكس من ابتكار روي توماس وغيل كين.تم عمل مسلسل مبنى على الشخصية من بطولة فين جونز.